# 圣科隆布 (滨海塞纳省)
圣科隆布（法語：Sainte-Colombe，法語發音：[sɛ̃t kɔlɔ̃b] ⓘ）是法国滨海塞纳省的一个市镇，属于迪耶普区。

## 地理
圣科隆布（49°48'0"N, 0°45'34"E）面积5.74 平方千米，位于法国诺曼底大区滨海塞纳省，该省份为法国北部沿海省份，其西部及北部濒大西洋英吉利海峡，东起顺时针与索姆省、瓦兹省、厄尔省和卡爾瓦多斯省接壤。
与圣科隆布接壤的市镇（或旧市镇、城区）包括：德罗赛、埃默努维尔、欧托洛夫赖。

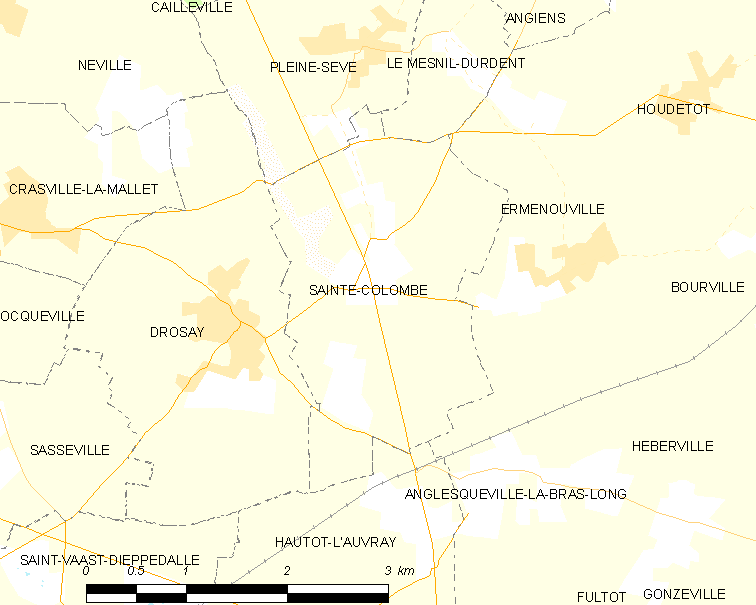
的OSM定位图

圣科隆布的时区为UTC+01:00、UTC+02:00（夏令时）。

## 行政
圣科隆布的邮政编码为76460，INSEE市镇编码为76569。

## 政治
圣科隆布所属的省级选区为科地区圣瓦勒里县。

## 人口

1962-2008年间人口变化图示

圣科隆布于2022年1月1日时的人口数量为222人。